# 田蓑橋

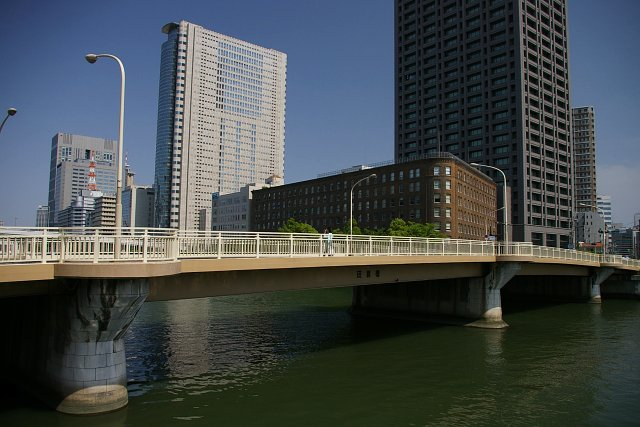
田蓑橋

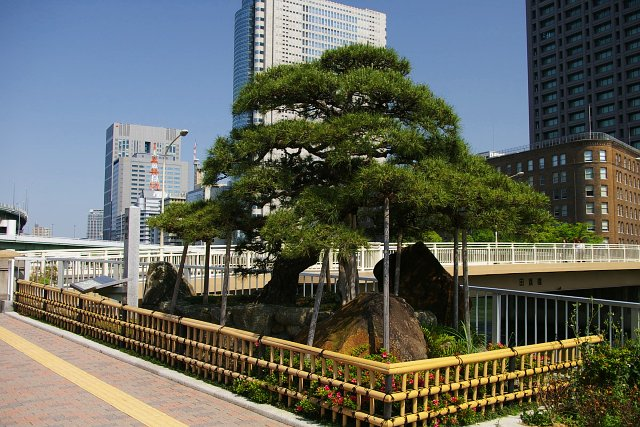
田蓑橋北詰の蛸の松

田蓑橋（たみのばし）は、大阪府大阪市北区にある、堂島川（旧淀川）に架かる橋。大阪市北区堂島3丁目と中之島3丁目を結んでいる。
北詰に大阪中之島合同庁舎、NTTテレパーク堂島、南詰にダイビル本館などがある。

## 歴史
橋名は難波八十島（なにわのやそしま）のひとつである田蓑島（たみののしま）に由来する。ただし、架橋地点が田蓑島に該当するかは不明。明治期まで河岸には「蛸の松」という巨木が存在した（蛸の松は史跡として整備され新たな松が植えられている）。
- 1693年（元禄6年） - 堂島開発に伴い、最初の橋が架設された。木造で、橋長は46間半9寸5歩（91.9m）、幅員2間8寸（4.2m）。
- 1885年（明治18年） - 淀川大洪水の際に流失[2]。直後に木桁橋で復旧された。
- 1901年（明治34年） - 鉄柱の橋として改築された。
- 1929年（昭和4年） - 第一次都市計画事業に於いて鉄筋コンクリート柱の橋に改築された。
- 1964年（昭和39年） - 鋼床版桁橋に架け替え[1]。

## 仕様
- 鋼床版桁橋。
- 橋長82.3m、幅14.7m。

## 周辺情報
- 渡辺橋 （堂島川 ひとつ上流の橋）
- 玉江橋 （堂島川 ひとつ下流の橋）
- 中之島
- 大阪中之島合同庁舎 大阪高等検察庁、大阪地方検察庁
- NTTテレパーク堂島
- 蛸の松 （史跡）
- ダイビル本館
- 関西電力本店
- 国立国際美術館
- 大阪市立科学館
- 大阪大学中之島センター
- 堂島リバーフォーラム

## 交通アクセス
- 大阪シティバス 53・75系統 田蓑橋停留所下車
- 地下鉄四つ橋線 肥後橋駅 徒歩10分
- 阪神本線 福島駅 徒歩10分